# Stefan Rinck
Pour les articles homonymes, voir Rinck.
Stefan Rinck, né le 11 décembre 1973 à Hombourg (Sarre) (Allemagne) est un artiste visuel allemand travaillant dans le domaine de la sculpture.

## Enfance et formation
Stefan Rinck naît le 11 décembre 1973 à Hombourg (Sarre) en Allemagne. Il est issu d'une famille d'artistes puisqu'il est le fils du dessinateur et professeur Norbert Rinck (1933-2016) et de la peintre et professeure d'art Ute Rinck.Il est également le frère de l'écrivaine allemande Monika Rinck. Avant ses études, Stefan Rinck apprend la sculpture sur pierre en tant qu'apprenti tailleur de pierre entre 1993 et 1995. Puis il étudie successivement à l'Université de la Sarre à Sarrebruck entre 1995 et 1996 puis à l'Académie des beaux-arts de Karlsruhe entre 1996 et 2000.

## Son travail et ses sources d'inspiration
Pour ses sculptures figuratives en pierre, Stefan Rinck utilise des outils traditionnels et des techniques de taille directe. Il travaille le grès, le calcaire, le marbre et la diabase. Il trouve ses sources d'inspiration dans différentes époques, notamment l'époque romane française, ainsi que dans la culture populaire telle que les jeux vidéo et les bandes dessinées. Ses sculptures forment une communauté de personnages, d'animaux, de monstres et de créatures hybrides dotés de symboles et d'attributs culturels, tirés de l'histoire, des mythes, de la religion et du folklore les utilisant comme matériel de référence et les placant dans un contexte contemporain,.

## Expositions
Les œuvres de Stefan Rinck ont été exposées à de nombreux évènements comme la Biennale de Busan à Séoul en 2008 ou l'Exposition d'Art Contemporain aux Jardins des Tuileries en 2019. Il a par ailleurs commencé à réaliser des sculptures publiques cette même année et ses œuvres sont visibles à Berlin où il vit et travaille mais aussi dans d'autres villes comme à Paris où la sculpture The Mongooses of Beauvais (Les mangoustes de Beauvais en Français) a été installée de manière permanente au 53-57 rue de Grenelles (Beaupassage) dans le 7e arrondissement de Paris, à Bélis où la sculpture Saint Georges et son dragon de compagnie a été installée comme œuvre n°22 de la Forêt d'art contemporain en 2020 ou  au Le Havre où les sculptures It Owl et Buffalo Croc ont été installées en face de la mairie.
De nombreuses collections publiques possèdent des œuvres de Rinck, notamment le Fonds régional d’art contemporain Corse, le Centre des arts visuels de Rotterdam aux Pays-Bas ou encore le Musée de la Loterie de Bruxelles en Belgique.

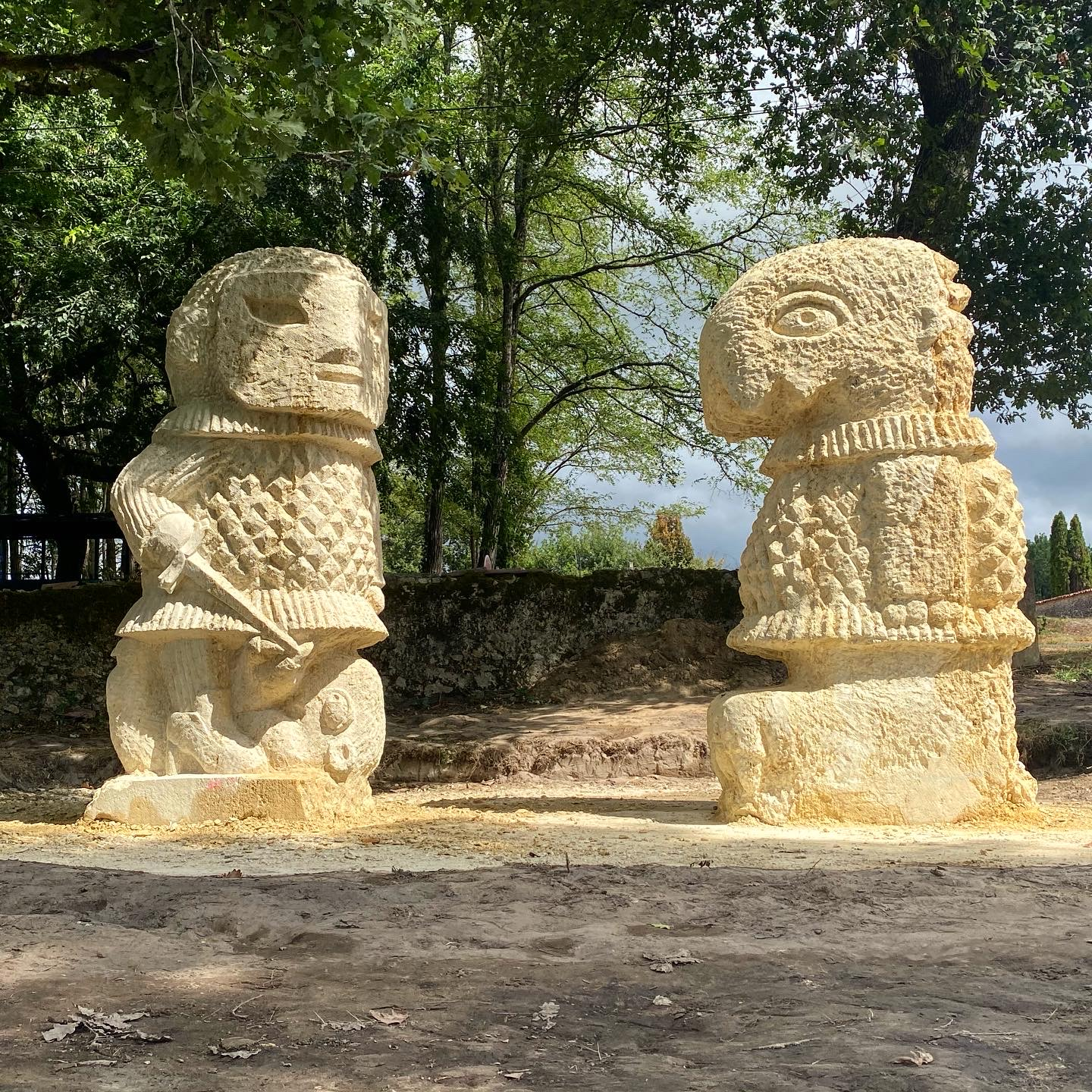
Saint Georges et son dragon de compagnie à Bélis, Forêt d'art contemporain, France[6].
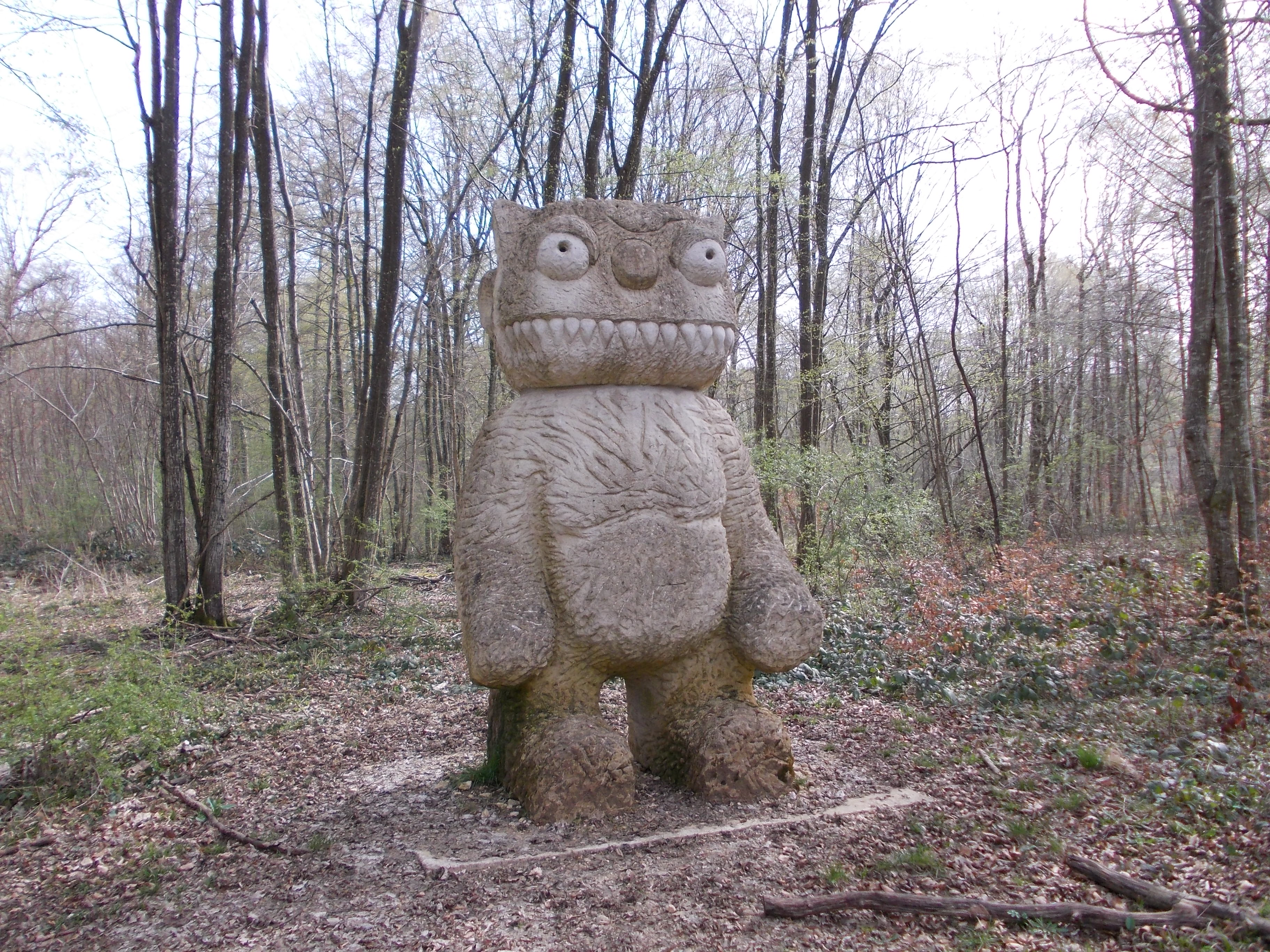
One of those who were too long in the woods (2010), Vent des Forêts, France.
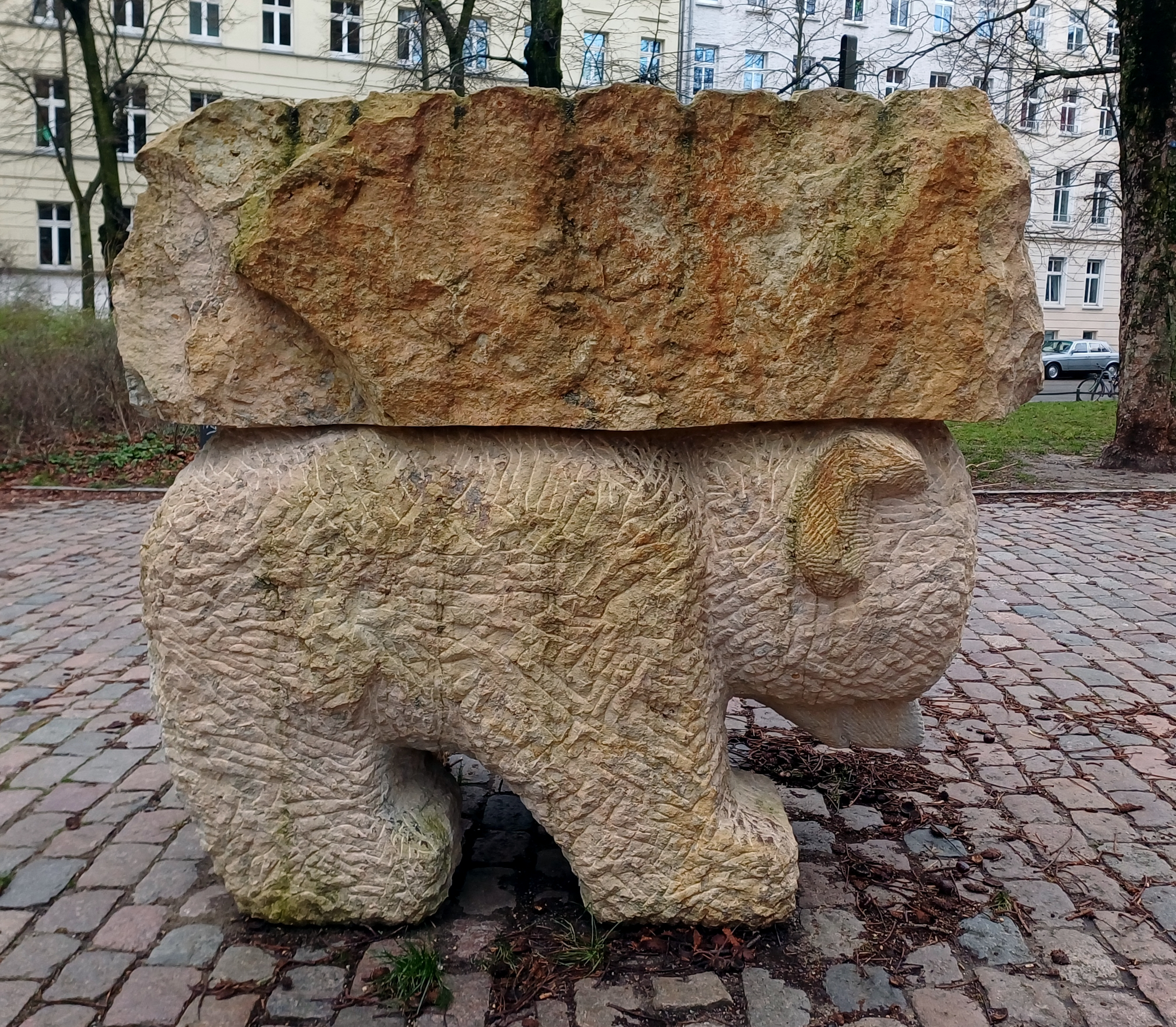
Why I bear / Grosser Lastenbär (2021), Zionskirchplatz, Berlin, Allemagne.